# Marcia Falk
Marcia Falk (Nueva York, 1946) es una poetisa, liturgista, pintora y traductora estadounidense.

## Primeros años
Marcia Falk nació en la ciudad de Nueva York y creció en una familia judía conservadora de New Hyde Park, Long Island. Su madre, Frieda Goldberg Falk, que era maestra y hablaba yiddish con fluidez, fue la única niña que asistió a la escuela hebrea en su sinagoga ortodoxa. Así pues, la influencia de su madre ayudó a inspirar la visión espiritual feminista de Falk y el compromiso de crear un judaísmo no patriarcal.
En su adolescencia, Falk se formó en estudios hebreos y judíos por el Seminario Teológico Judío de América. Obtuvo una licenciatura en filosofía magna cum laude de la Universidad de Brandeis, además de un doctorado en inglés y literatura comparada de la Universidad de Stanford. Falk fue becaria Fulbright de literatura hebrea y bíblica en la Universidad Hebrea de Jerusalén; lugar al que regresaría cuatro años más tarde como becaria postdoctoral.

## Vida y carrera
Como profesora universitaria, Falk impartió clases de literatura hebrea e inglesa, estudios judíos y escritura creativa en la Universidad de Stanford, la Universidad de Binghamton y en el complejo universitario de Claremont. En 2001 fue la profesora invitada del Rabbi Sally Priesand Chair que se celebró en el Hebrew Union College de Cincinnati.
Falk es miembro vitalicio de la Art Students League de Nueva York, lugar donde estudió pintura durante su niñez y adolescencia. Su pintura "Gilead Apples" (manzanas de Galaad) se utilizó como portada para su libro The Days Between: Blessings, Poems, and Directions of the Heart for the Jewish High Holiday Season (Los días de en medio: bendiciones, poemas y directrices espirituales para el período vacacional judío). La autora americana también ha creado una colección de mizrachs con pinturas al óleo en colores pastel, que están acompañados por textos de su volumen de oraciones en hebreo e inglés, The Book of Blessings (El libro de las bendiciones).
Los poemas de Falk han aparecido en revistas como la American Poetry Review, Choice, Moment, Poet & Critic, Poetry Society of America Magazine, y en artículos como Her Face in the Mirror: Jewish Women on Mothers and Daughters [Beacon Press, 1994] (Su cara en el espejo: Mujeres judías acerca de madres e hijas), September 11, 2001: American Writers Respond [Etruscan Press, 2002](11 de septiembre de 2001: los escritores americanos responden), Voices Within the Ark: The Modern Jewish Poets [Avon Books, 1980](Voces dentro del arca: Los poetas judíos modernos), Fire and Rain: Ecopoetry of California [Scarlet Tanager Books, 2018](Fuego y lluvia: ecopoesía de California), entre muchas otras revistas y antologías.
Ella misma ha publicado tres colecciones de sus propios poemas: My Son Likes Weather (A mi hijo le gusta el tiempo), This Year in Jerusalem (Este año en Jerusalén) y It Is July in Virginia (Es julio en Virginia). Marcia Falk es también autora de The Spectacular Difference: Selected Poems of Zelda (La espectacular diferencia: poemas seleccionados de Zelda), un volumen de traducciones de poesía hebrea de la mística poetisa del siglo XX Zelda Schneerson Mishkovsky; además de With Teeth in The Earth: Selected Poems of Malka Heifetz Tussman (Con dientes en la tierra: poemas seleccionados de Malka Heifetz Tussman). 
The Song of Songs: Love Lyrics from the Bible (La canción de las canciones: versos de amor de la Biblia), una traducción clásica en verso de la canción bíblica Song of Songs, fue publicada por primera vez en 1977. Traducción que la poetisa Adrienne Rich catalogó de "poema hermoso y sensual en sí mismo".
Publicado en 1996, The Book of Blessings: New Jewish Prayers for Daily Life, the Sabbath, and the New Moon Festival (El Libro de las Bendiciones: Nuevas oraciones judías para la vida cotidiana, el Sábado y el Festival de la Luna Nueva) fue aclamado por sus representaciones no binarias de lo divino, que reemplazaban la terminología masculina utilizada tradicionalmente para referirse a Dios (es decir, Señor y Rey) por lo que Falk llama "nuevas imágenes para la divinidad". Al escribir en The Women's Review of Books, Judith Plaskow elogió las "oraciones extraordinariamente hermosas" del libro, las cuales no usaban "ni imágenes femeninas, ni demasiada gramática femenina". En su lugar, [Falk] evoca lo sagrado como algo totalmente inmanente en la creación, ofreciendo así una alternativa a toda la noción de Dios como persona masculina o femenina". 
The Days Between: Blessings, Poems, and Directions of the Heart for the Jewish High Holiday Season, publicado en 2014, adopta un enfoque similar a la High Holy Day Season (temporada alta de días santos), recreando las oraciones y rituales clave de las fiestas desde una perspectiva inclusiva. El rabino David Teutsch, del Colegio Rabínico Reconstruccionista, elogió a la autora por demostrar "el don de palabra de un poeta para abrir vistas interiores, la capacidad de un liturgista para hablar con lo universal, la visión de un erudito sobre las tradiciones y los textos judíos y la nueva visión de una feminista contemporánea".
Su publicación más reciente es Inner East: Poemas y bendiciones iluminadas en 2019. 
Actualmente, Falk vive en Berkeley, California, con su esposo, el poeta Steven Jay Rood y su hijo, Abraham Gilead Falk-Rood.